# MSBS Grot突擊步槍
模組化武器系統5.56毫米口徑型（波蘭語：Grot Modułowy System Broni Strzeleckiej kalibru 5,56 mm）是一款波蘭製的突擊步槍，預料將會取代wz. 1988鉭式突擊步槍、wz. 1996鈹式突擊步槍和其衍生型成為波蘭軍隊的下一代制式步槍。
2018年2月，區域防衛部隊的第42輕步兵營成為首支裝備MSBS步槍的部隊。

## 設計／發展
此武器目前有多個版本，主要型號為：具可摺疊和伸縮式槍托的標準型“MSBS-5.56K”和無托型“MSBS-5.56B”，基於本槍的模組化設計，這兩個型號都能夠很容易地轉換成卡賓槍，狙擊步槍或班用型輕機槍。本槍發射北約的5.56×45毫米彈藥，但生產商同時也提供7.62×39mm和7.62×51mm兩種口徑的版本。
波蘭軍隊目前正批量裝備MSBS Grot，以取代目前服役中，包括kbs wz.96 Beryl在內的各種AK衍生型。
MSBS Grot由拉多姆兵工廠進入批量生產，並在2018年首度投入服役。

## 使用國
- 波蘭
- 卢旺达：7.62×39mm版本
- 乌克兰：2022年俄羅斯入侵烏克蘭期間由波蘭供應。

## 流行文化

### 電子遊戲
- 2012年—《战争前线》：型号为MSBS无托式款，命名为“MSBS Radon”，哑黑色枪身，30发弹匣。为步枪手专用武器，在商城内贩卖，可以改装枪口配件（通用消音器、突击消音器、突击制退器）、战术导轨配件（通用握把、突击握把、突击握把架、枪挂型榴弹发射器）以及瞄准镜（EOTECH 553全息瞄准镜、绿点全息瞄准镜、ELCAN SpecterDS瞄准镜、红点瞄准镜、步枪高级瞄准镜、Trijicon ACOG瞄准镜）。
- 2013年—《3》：型号为MSBS无托式款，但使用游戏中虛構的“6.5×39mm NATO”弹药。被命名为“Promet 6.5 mm”，并有下挂榴弹发射器、霰弹发射器的型号及长枪管的精确射手步枪型号。游戏中由"利沃尼亚国防军(LDF)"所使用。随2019年发布的DLC“contact”首次出现。
- 2013年—：型号为MSBS无托式款，卡其色，命名为“MSBS”，設定為只能三發點放。戰役模式中由美国精锐部队【魅影】以及敌方阵营【联邦】所使用。聯機模式中為解鎖武器，並可作改裝。
- 2017年—：命名為“Archer AR15”。